# Barmer Bekenntnissynode
Die Barmer Bekenntnissynode fand vom 29. bis 31. Mai 1934 in der Gemarker Kirche Wuppertal-Barmen statt und war die konstituierende Synode der Bekennenden Kirche und die erste von vier Bekenntnissynoden der Bekennenden Kirche zur Zeit des Nationalsozialismus. Sie gilt als eines der wichtigsten Ereignisse der neueren Kirchengeschichte. Sie mündete in der Barmer Theologischen Erklärung, die am 31. Mai 1934 an die Evangelischen Gemeinden und Christen in Deutschland gerichtet war.

## Teilnehmer
An der Barmer Bekenntnissynode nahmen 138 Synodale teil, darunter eine Frau. 11 Synodale bildeten den Arbeitsausschuss der Synode; einer, Pastor D. von Bodelschwingh wurde vom Arbeitsausschuss berufen. Die restlichen 126 Teilnehmer wurden von den 25 Landeskirchen entsandt.